# Stationsstraat (Maastricht)
De Stationsstraat (Maastrichts: Stationsstraot; vroeger: Percée) is een straat in het stadsdeel Wyck, in het centrum van de Nederlandse stad Maastricht. De straat werd aan het eind van de negentiende eeuw aangelegd om een directe verbinding tot stand te brengen tussen het Station Maastricht en de Sint Servaasbrug. De Stationsstraat is ook nu nog onderdeel van de looproute tussen het station en de Binnenstad. Het is tevens een straat met veel dienstverlenende bedrijven, winkels en horeca. De straat telt drie rijksmonumenten en 32 gemeentelijke monumenten. Het Mariamonument op de kruising met de Wilhelminasingel verwijst naar de geschiedenis van Maastricht als Mariastad en bisschopsstad.

## Naamgeving en ligging
De straat is genoemd naar het spoorwegstation, dat echter pas in 1913 naar de huidige locatie aan het oosteinde van de Stationsstraat werd verplaatst. Andere straatnamen in de buurt (Stationsplein, Parallelweg en Spoorweglaan) verwijzen eveneens naar het station of de spoorweg. Aanvankelijk aangeduid als 'Stationsweg' werd de naam officieel pas toegekend in 1917, enkele jaren na het gereedkomen van het station. Voor- en nadien werd de straat ook wel aangeduid als 'de Percée' (doorbraak).
De straat ligt op de rechter Maasoever in Wyck aan de oostzijde van het Maastrichtse centrum. De straat loopt min of meer van west naar oost, in het verlengde van de Wycker Brugstraat naar het Stationsplein. Hij begint bij de kruising met  een eerste zijstraat: de Lage Barakken. Daarna volgen tot het Stationsplein nog drie kruisende straten: de Wilhelminasingel, de Alexander Battalaan en de Spoorweglaan/Parallelweg. De zijstraten delen de circa 250 meter lange Stationsstraat op in drie segmenten, waarvan het meest westelijke iets korter is dan de andere. De straat is over de gehele lengte circa 27 meter breed. Door de breedte heeft het westelijk deel van de straat, zeker in vergelijking met de aansluitende Wycker Brugstraat, een pleinachtig karakter. Dit wordt versterkt door de autovrije inrichting van het middendeel met een caféterras en een bloemenkiosk. Vanwege de aanwezigheid van een antieke stadsklok wordt dit deel wel aangeduid als 'klokpleintje'.

## Verkeer en inrichting
De Stationsstraat behoort tot de drukkere verkeersstraten in Wyck, hoewel het sinds de bouw van het station in 1913-15 geen doorgaande straat meer is. Na het afsluiten van de Sint Servaasbrug en de Wilhelminabrug voor het autoverkeer, is de verkeersdruk na 2000 iets afgenomen. Wel bleef de straat een hoofdroute voor voetgangers en fietsers, en maken de stads- en streekbussen intensief gebruik van het oostelijk deel van de straat, tussen Stationsplein en Wilhelminasingel.
De Stationsstraat is ingericht met relatief brede voetpaden, twee rijbanen (inclusief fietsstroken) en een brede middenberm. Sinds 2017 bevindt zich op het oostelijk deel van de middenstrook, tegenover het station, de overkapte toegang tot een ondergrondse fietsenstalling. De middenstrook tussen de Alexander Battalaan en de Wilhelminasingel is ingericht als verblijfsruimte met een bestrating van kinderkopjes, speciaal ontworpen zitbanken en enkele prullenbakken. Dit deel van de middenstrook is beplant met een dubbele bomenrij van 34 doodsbeenderenbomen. Het westelijk deel van de straat was al eerder verkeersluw ingericht met kasseibestrating en historiserend straatmeubilair. Midden op het kruispunt van de Stationsstraat en de Wilhelminasingel bevindt zich een rond pleintje, waarop het Mariamonument is geplaatst.

## Geschiedenis
De geschiedenis van het gebied rond de Stationsstraat loopt tot eind negentiende eeuw parallel met die van de vesting Maastricht. Na de sloop van de vestingwerken werd de straat aangelegd als hoofdverkeersroute tussen de Maasbrug en het (toekomstige) treinstation. Tegenwoordig is het vooral een belangrijke route voor voetgangers, fietsers en het openbaar vervoer.

### Vestinggordel (tot 1867)
De Stationsstraat werd vanaf 1882 aangelegd als radiaalstraat, die dwars door het gebied van de voormalige vestingwerken van Wyck sneed. Het meest westelijke deel van de straat, het zogenaamde 'klokpleintje', lag binnen de middeleeuwse stadsmuur van Wyck. Dit deel, ten westen van de Lage Barakken, was min of meer onbebouwd gebleven; hier lagen voornamelijk tuinen. Ter hoogte van het kruispunt met de Wilhelminasingel lag de stadsmuur met aan de veldzijde daarvan de stadsgracht. Die laatste was pas omstreeks 1400 voltooid en was in feite een omgeleide Maasarm.

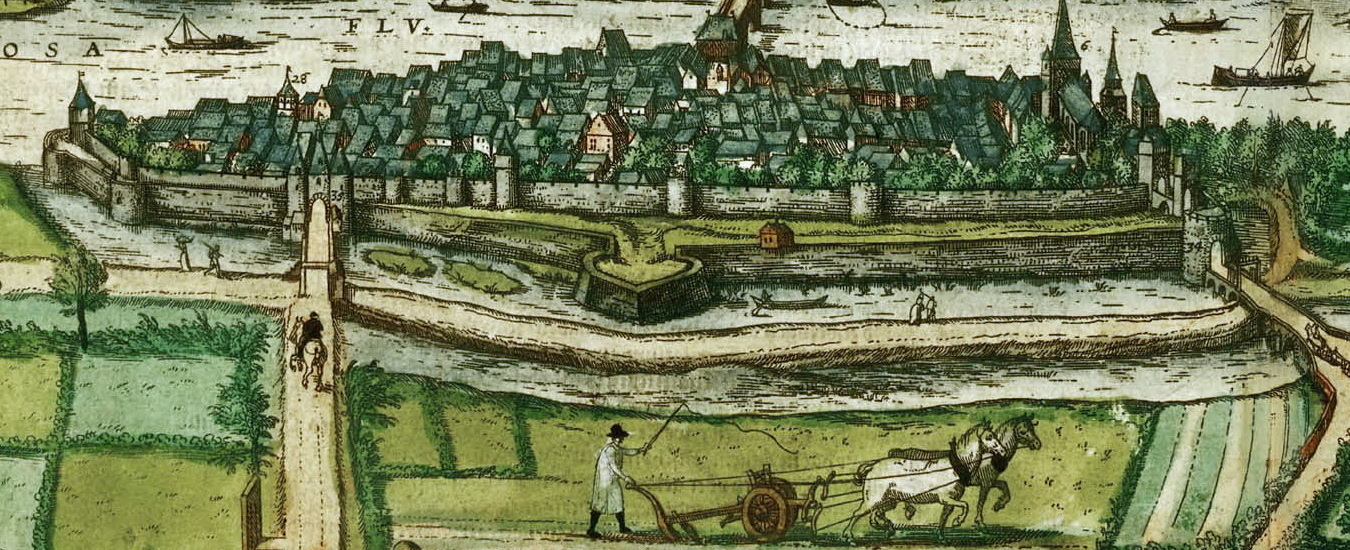
Wycker stadswal in de atlas Civitates orbis terrarum, ca. 1575. In het midden het Mariabolwerk. Het huisje rechts daarvan staat min of meer op de plek van de bloemenkiosk

Vanaf 1477 werd de verdediging van Wyck verbeterd door de aanleg van een tweede enceinte, een aarden wal die op geringe afstand van de bestaande muur liep. De smalle strook tussen de oude muur en de nieuwe wal bleef onbebouwd. De aarden wal werd geleidelijk bemuurd, een proces dat pas in het begin van de achttiende eeuw was voltooid. Het tracé van de huidige Stationsstraat lag precies tussen de twee Wycker stadspoorten in: de Sint-Maartenspoort in het noorden en de Duitse Poort in het zuiden.

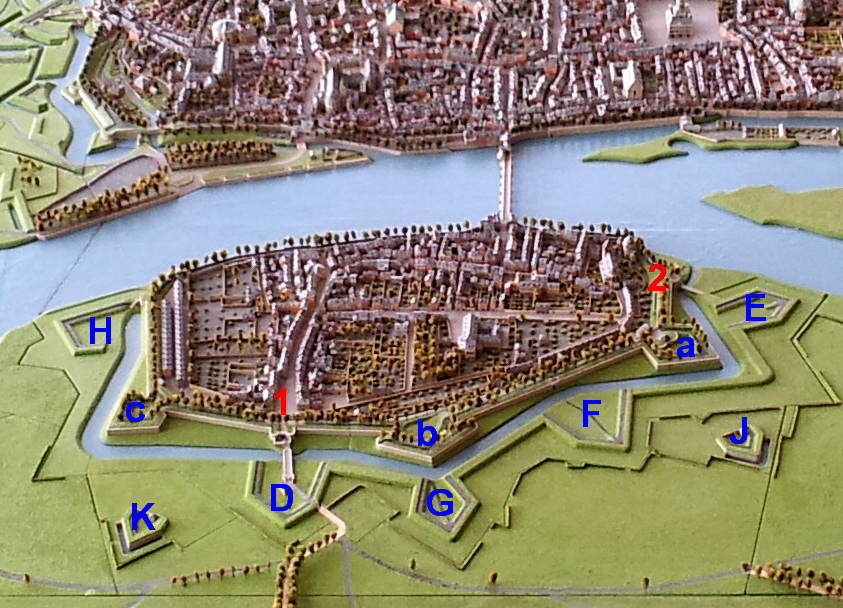
De Wycker vestingwerken buiten de Duitse Poort (1) en de Sint-Maartenspoort (2) op de Maquette van Maastricht, ca. 1750

Vanaf de 16e eeuw, toen de vuurkracht van kanonnen sterk toenam, was het zaak om de belegeraars zover mogelijk van de stadsmuur vandaan te houden. Dat gebeurde aanvankelijk door de bouw van bolwerken, uitgebouwde muurtorens. In 1554 werd begonnen met de bouw van het Mariabolwerk, later Galgenbastion genoemd (b), duidelijk te zien op het panorama van de stad in de atlas Civitates orbis terrarum van Braun & Hogenberg. Het bolwerk lag net ten zuiden van de Stationsstraat, ongeveer op het kruispunt Wilhelminasingel-Bourgognestraat.
Begin zeventiende eeuw werd begonnen met de bouw van buitenwerken, waardoor Wyck in de eeuwen daarna steeds meer ingekapseld raakte. Toch hadden de vestingwerken hier niet dezelfde omvang als in de Hoge Fronten op de linker Maasoever, omdat het drassige gebied in het winterbed van de Maas voor belegeraars niet aantrekkelijk was. Na de inname van de stad door Frederik Hendrik in 1632 werd de lunet Valkenburg (G) aangelegd. Deze lag iets ten zuiden van de Stationsstraat, ter hoogte van de Alexander Battalaan. In de achttiende eeuw werden de vestingwerken nog verder uitgebreid en verbeterd, maar voor het gebied rond de Stationsstraat had dat weinig consequenties. Op de door de Fransen omstreeks 1750 gebouwde Maquette van Maastricht zijn de vestingwerken duidelijk te herkennen.
In de loop van de negentiende eeuw verloor de vesting Maastricht haar belang voor de landsverdediging en werd er nauwelijks nog onderhoud gepleegd. De bouw in 1853 van het eerste spoorwegstation in Wyck, gelegen ten noorden van het huidige station, vroeg om een kortere verbinding met het stadscentrum. De bestaande route voerde via kronkelwegen tussen de vestingwerken door naar een van de stadspoorten, en daarna via de smalle straten van Wyck naar de brug. In 1866, een jaar voor de opheffing van de vesting, werd de Stationspoort gebouwd. De nieuwe poort zorgde voor een kortere verbinding met het toenmalige stationsemplacement van Maastricht (toen nog met drie stations) en liep in feite vooruit op de plannen voor de Percée. Vanaf de poort liep een weg in rechte lijn in noordoostelijke richting door de vestingwerken en splitste zich daarna in diverse routes naar de verschillende stations. De eenvoudig uitgevoerde Stationspoort werd twee jaar later alweer afgebroken.

### Sloop vestingwerken en aanleg Percée
In 1867 werd de vestingstatus van Maastricht opgeheven en begon de slechting van de vestingwerken. Het ontmantelde Wyck bood vanaf de stations een chaotische aanblik, zoals te zien is op enkele foto's die de fotograaf Theodor Weijnen (1835-1904) omstreeks 1882 van het gebied maakte. Een doorgaande route van het station naar de oude Maasbrug (toen nog de enige brug) ontbrak nog steeds. De meeste reizigers reisden per rijtuig om Wyck heen om via de Rechtstraat of de Oeverwal de brug te bereiken.
Van meet af aan stond vast dat tussen Wyck en het station een woonwijk voor de middenklasse moest komen. Op het eerste schetsplan uit 1867 staat de Stationsbuurt al ingetekend. Hier waren ruime herenhuizen gepland, bedoeld voor middenstanders, leraren, ambtenaren en het hogere kader van fabrieken en instellingen. In de plannen van stadsarchitect W.J. Brender à Brandis uit de jaren 1880 is te zien dat de hoofdstructuur van de wijk bestond uit twee assen: de 'Stationsweg' (het oostelijk deel van de Wycker Brugstraat met in het verlengde daarvan de Stationsstraat) en de 'Singelweg' (de Wilhelminasingel). Dwars op de 'Stationsweg' waren verder nog gepland de 'Middenweg' (Alexander Battalaan) en de 'Parallelweg', die nog steeds zo heet. Het idee van een percée (Frans: doorbraak), die de Sint Servaasbrug in rechte lijn zou verbinden met het (toekomstige) station, bestond al vóór 1867. Een optie voor een alternatieve route, een diagonaal lopende weg vanaf de Wycker Brugstraat naar Station Staatsspoor, werd jarenlang opengehouden maar bleef onuitgevoerd. Hoewel de Stationsstraat in 1879 nog niet bestond, begon aan de overzijde van het spoor, precies in de as van de toekomstige straat, de bouw van de imposante Villa Wyckerveld in opdracht van de ondernemer-politicus Eugène Regout.
Door vertraging van de zijde van de Dienst Domeinen, die de vestinggronden in bezit had, werden deze pas in 1881 aan de gemeente overgedragen. De aanleg van de Wycker Brugstraat en de Stationsstraat vond plaats van 1882 tot 1892. Begin 1885 was de aanleg van riolering en gasleidingen, de bestrating met grind en de beplanting met bomen (kastanjes) voltooid. In hetzelfde jaar begon de verkoop van kavels. Bij de verkoop golden de voorwaarden dat op elk perceel slechts één huis was toegestaan en dat de bouw binnen twee jaar moest beginnen. Ook werd bepaald dat de panden minimaal 12 m hoog moesten zijn en dat bij hoekpanden de hoeken afgeschuind dienden te worden. De eerste herenhuizen werden al in 1885 opgeleverd. Vooral op de kruising met de Wilhelminasingel verrezen imposante huizen, later ook op de hoek van de Parallelweg. De straat ontwikkelde zich voorspoedig tot een bedrijvige avenue met winkels, hotels en cafés, wat nog versterkt werd na de opening van het nieuwe station in 1915, gebouwd in de as van de Stationsstraat. De benaming 'Percée', herinnerend aan de doorbraak door de bestaande bebouwing en door de vestingwerken, bleef nog jarenlang gangbaar, zowel voor de Wycker Brugstraat als voor de Stationsstraat.

### Latere ontwikkelingen
Van 1884 tot 1896 onderhield de particuliere Maastrichtsche Omnibus-Maatschappij met vier omnibussen een vaste dienstregeling tussen het toenmalige Station Staatsspoor en de Boschstraat, via Vrijthof en Markt. In 1894 besloot de Maastrichtse gemeenteraad een trambaan aan te leggen op dit traject en de exploitatie in eigen hand te nemen. Vanaf 1896 reden hier drie gastrams van de Maastrichtsche Tram, maar vanwege slechte prestaties werden deze in 1903 vervangen door paardentrams, die tot 1914 dienst bleven doen. De tram had een halte nabij de kruispunten met de Alexander Battalaan en de Wilhelminasingel, waar tussen de bomen fraai vormgegeven abri's in chaletstijl stonden. Vanaf 1918 namen autobussen het openbaar vervoer tussen het station en de binnenstad over.
Omdat de Stationsbuurt in het winterbed van de Maas lag, deden zich geregeld overstromingen voor. Door de kanalisatie van de rivier en de demping van de Oude Maasarm in het Wyckerveld gedurende de werkverschaffing in de jaren 1930, is de kans op hoogwater aanzienlijk afgenomen.
In 1930 werd ter gelegenheid van de heiligdomsvaart van dat jaar een fontein gebouwd op het kruispunt met de Wilhelminasingel. De betegelde fontein kreeg in de volksmond al snel de bijnaam "de badkamer van Wyck" en werd twee jaar later alweer gesloopt, waarschijnlijk omdat ze het verkeer belemmerde. Door de openstelling van de Wilhelminabrug in dat jaar was de Wilhelminasingel namelijk een belangrijke verkeersader geworden. In 1947 ontstond de wens om op het kruispunt een Mariamonument op te richten, dit naar aanleiding van het tweede Mariacongres in Maastricht. Drie jaar later werd het monument plechtig ingezegend door hulpbisschop Hanssen van Roermond, in tegenwoordigheid van honderden belangstellenden, waaronder diverse kerkelijke en wereldlijke autoriteiten. Op de ruime opstelling van het monument, omringd door een groot gazon, moest in verband met het toenemende verkeer al snel worden beknibbeld. In 1961-62 verdween het pleintje rondom het beeld. In 2009 vond opnieuw een aanpassing aan de sokkel plaats.
In 2017 kwam een nieuwe fietsparkeerkelder gereed, grotendeels onder het Stationsplein, waarvan de hoofdingang in de middenstrook van de Stationsstraat is gesitueerd. De ingang is voorzien van hellende loopbanden en overkapt door middel van een 5,5 m hoge luifel uit staal en glas. Een jaar na de oplevering werd de straat opnieuw ingericht, waarbij de bomen moesten worden gerooid. Het schuinparkeren op de middenstrook werd geheel, en het langsparkeren aan de kant van de huizen gedeeltelijk opgeheven, de stoepen werden verbreed en de middenberm ingericht als wandelpromenade met opnieuw een dubbele rij bomen. Vanwege het drukke busverkeer werden de door horecaondernemers gewenste terrassen op de middenstrook niet toegestaan. Wel kwamen er mogelijkheden voor gevelterrassen, waar de breedte van de stoep dat toestond.
Vanwege de bouw van de fietsparkeerkelder en de herinrichting van de straat moest de antiek- en brocantemarkt, die sinds 1981 elke zaterdag op de middenstrook van de Stationsstraat werd gehouden, in 2016 tijdelijk verhuizen naar de Markt-Boschstraat. Al na een jaar lieten de marktkooplui weten op hun nieuwe locatie te willen blijven. De biologische markt, sinds 1995 elke donderdag op het klokpleintje, moest in 2020 vanwege de coronamaatregelen verhuizen naar de Ruiterij (bij Plein 1992), waar meer ruimte tussen de kramen mogelijk was. Het is niet bekend of deze markt naar de Stationsstraat zal terugkeren.

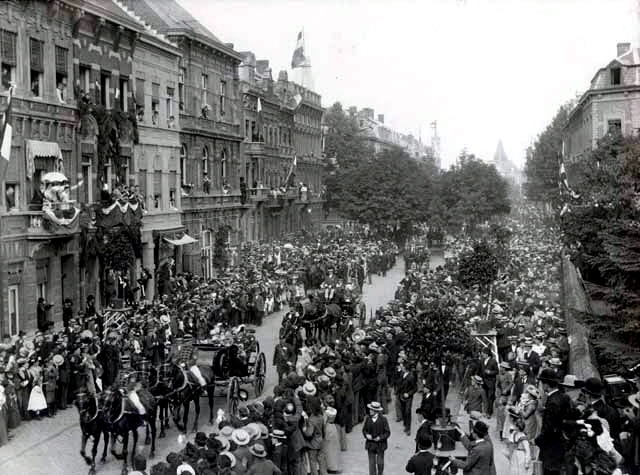
Koninklijk bezoek, 1903
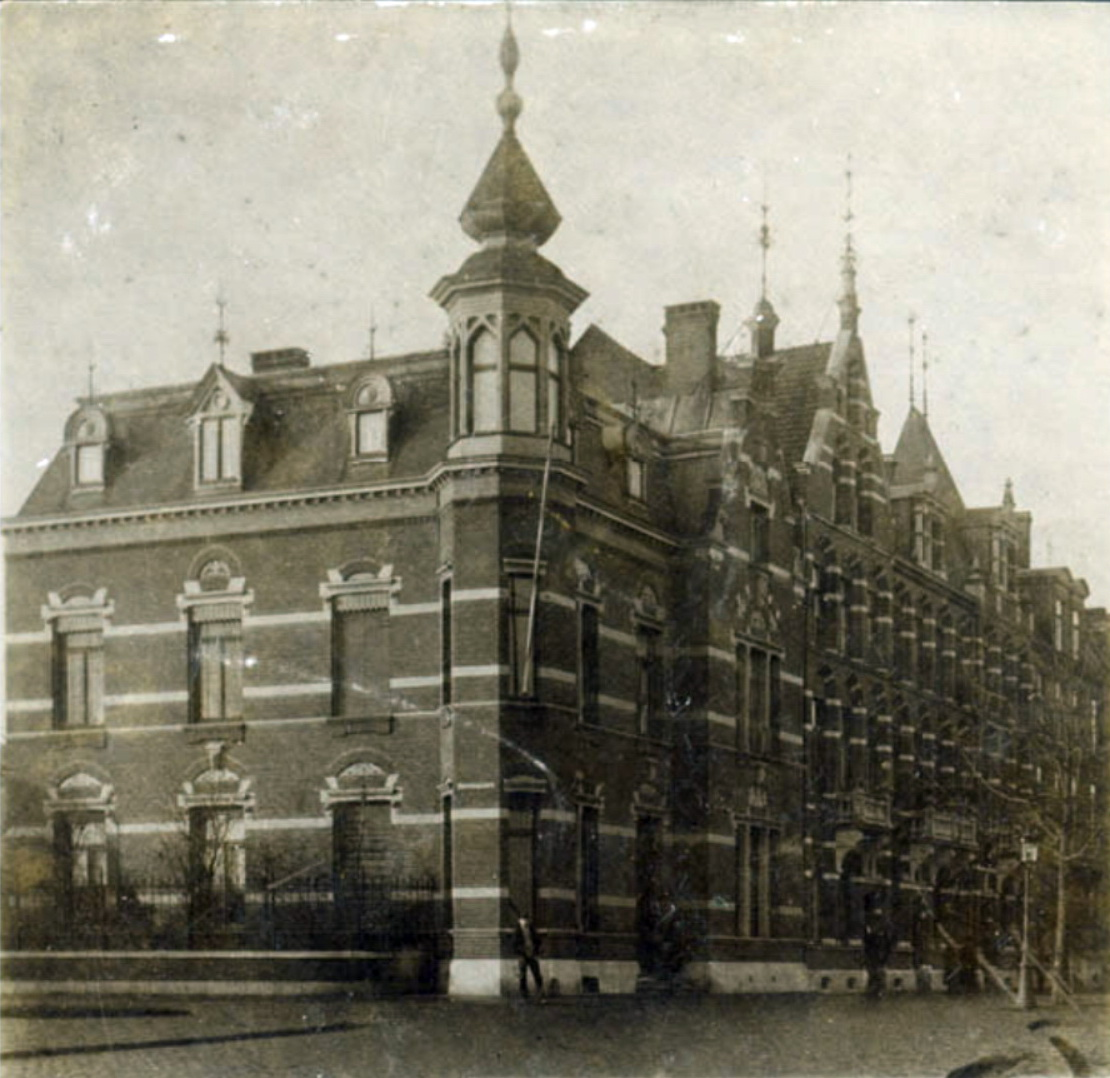
Hoek Stationsplein, 1920
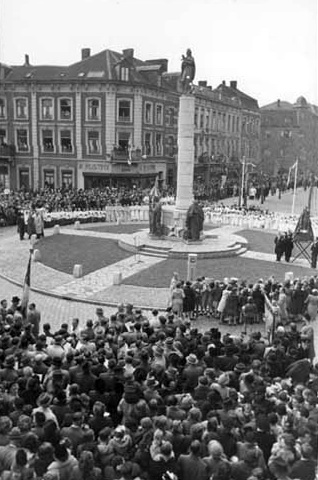
Inwijding Mariamonument, 1952
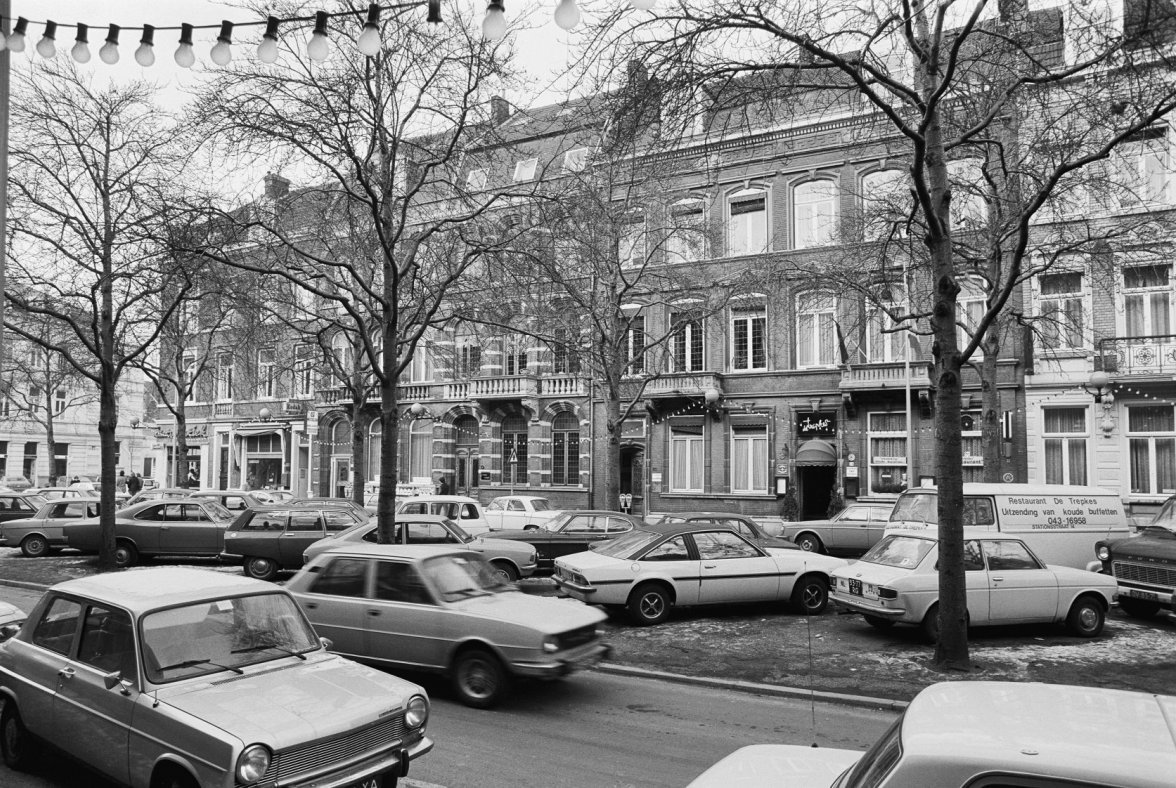
Volgeparkeerde middenstrook, 1979
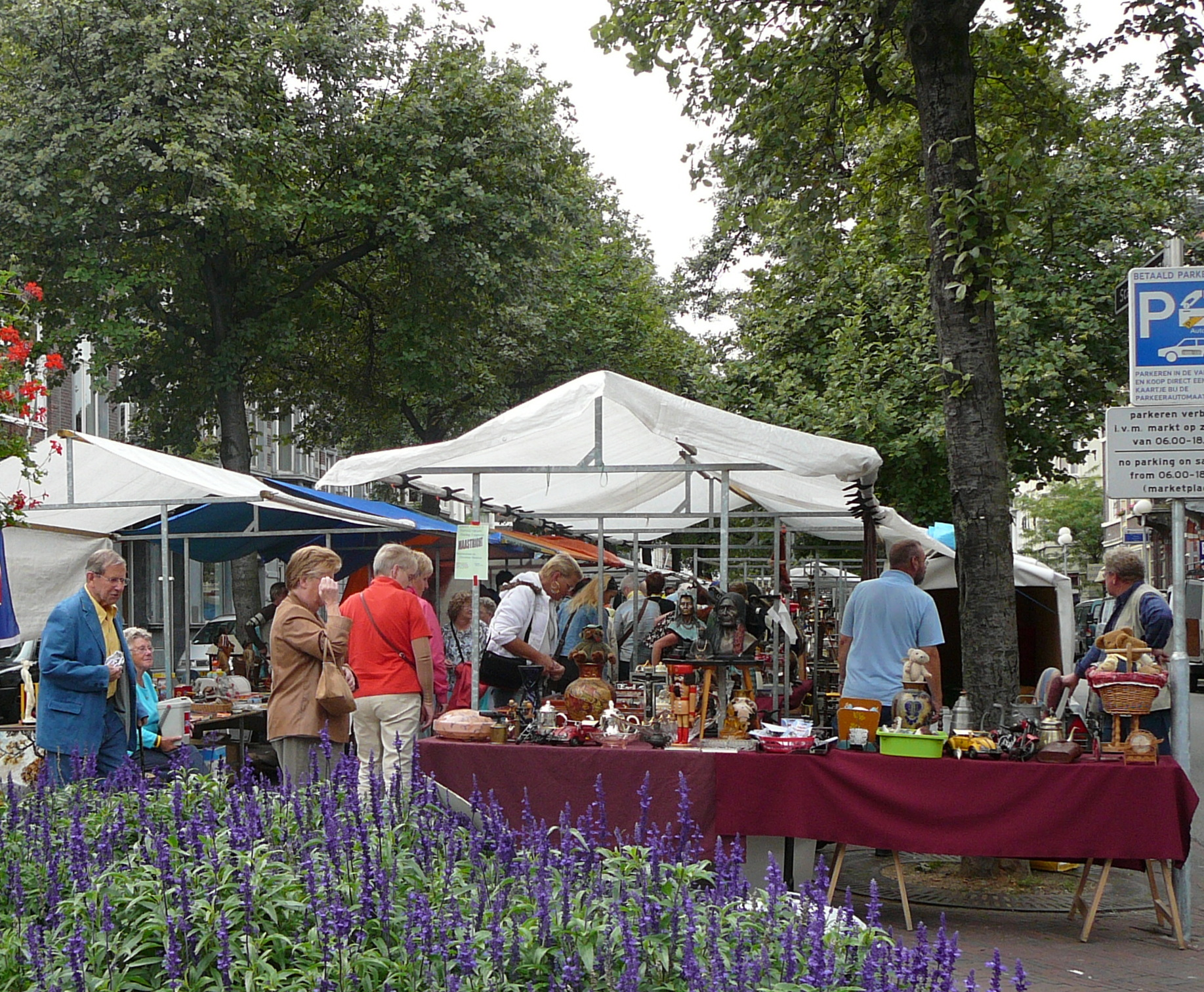
Antiek- en brocantemarkt, 2006
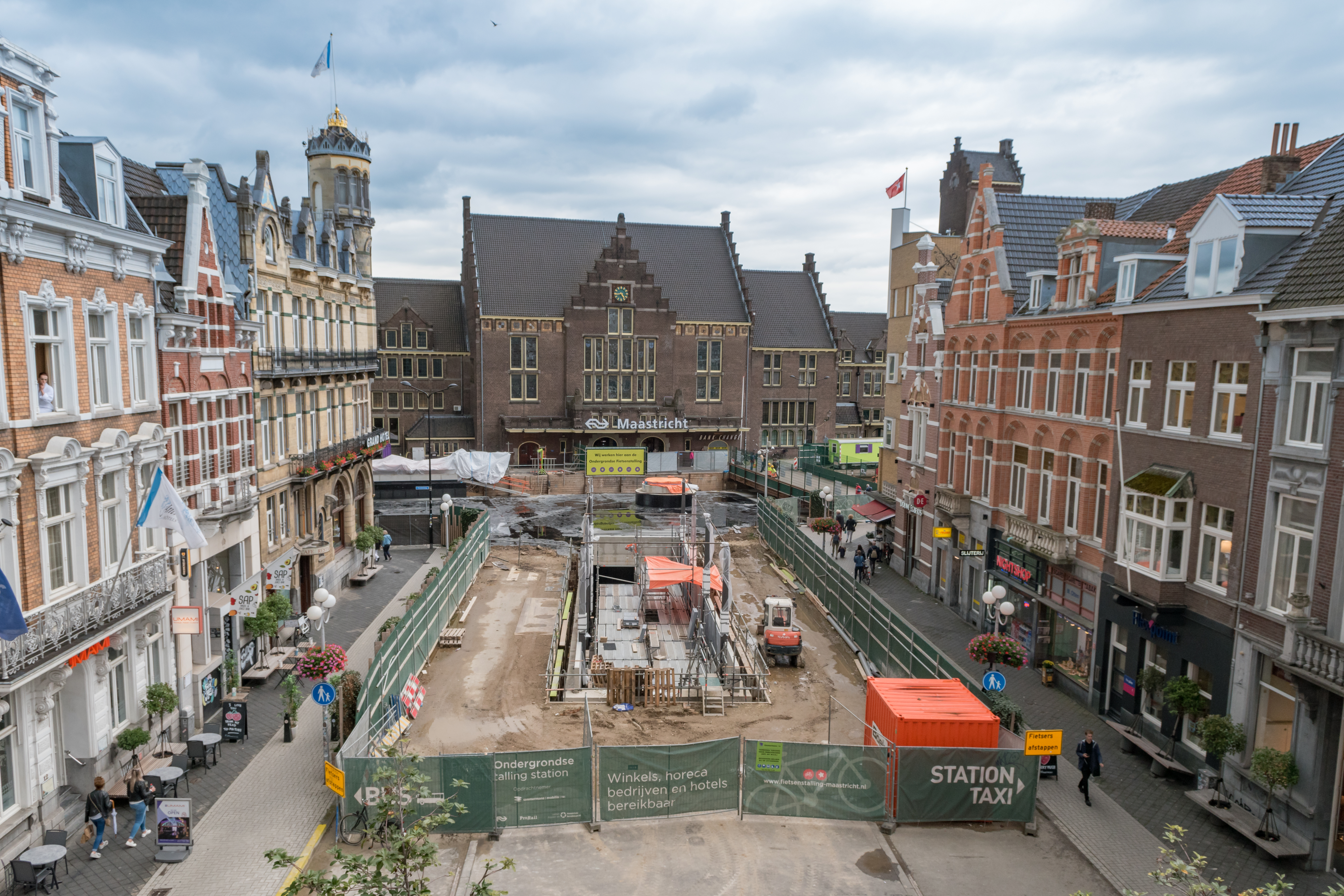
Bouw fietsparkeergarage, 2017

## Bezienswaardigheden

### Monumentale woonhuizen
De bebouwing van de Stationsstraat bestaat grotendeels uit statige herenhuizen uit de periode van het fin de siècle, waarvan een vijftigtal de status van gemeentelijk monument hebben. Sommige daarvan zijn gebouwd als uniek ontwerp, andere maken deel uit van een ensemble van twee of drie huizen. Opvallend is dat aan de kant van de Wycker Brugstraat gestucte, witgeschilderde gevels overheersen, terwijl dichter bij het station baksteen en natuursteen de boventoon voeren.
De neoclassicistische, wit gestucte panden op nrs. 28 t/m 32, op de hoek van de Alexander Battalaan, bezitten frontons met fraaie reliëfs boven de deuren en ramen. Eveneens wit gestuct en rijk geornamenteerd is het in hetzelfde rijtje gelegen woonblok nrs. 42-44 en het daarnaast gelegen hoekvolume nrs. 46 t/m 50 (en Wilhelminasingel 75), gebouwd in 1886. Ook aan de overkant liggen wit gestucte ensembles: de nrs. 29-31 uit 1885 en 35-37 (hoek Wilhelminasingel) uit ca. 1895. De identieke panden aan het 'klokpleintje' (nrs. 41 t/m 45) dateren uit 1885 en hebben witte gevels met ornamenten die in een pastelkleur zijn geschilderd. De winkelpuien zijn vernieuwd. Bij het tegenoverliggende pand (nr. 54) is de oorspronkelijke pui nog aanwezig. De ornamenten zijn hier goudkleurig geschilderd.
Het dubbele woonhuis op nrs. 18-20 heeft een fraaie rode baksteengevel met contrasterende banden en balustrades van hardsteen en diepliggende rondboogvensters met deels nog originele glas-in-loodramen. Het pand is omstreeks 2010 enigszins aangetast door het verlagen van de vensters op de begane grond van het rechterdeel ten behoeve van een winkelfunctie. Schuin aan de overkant (nrs. 3-5) ligt een dubbel woonhuis met dezelfde diepliggende vensters, in 1887 gebouwd naar een ontwerp van Johannes Kayser, dat echter minder goed bewaard is. Andere baksteengevels met natuurstenen ornamenten zijn te vinden op de nrs. 12 t/m 16 en aan de overkant op nrs. 9 t/m 25. Het laatste, nr. 25, is eveneens ontworpen door Johannes Kayser.

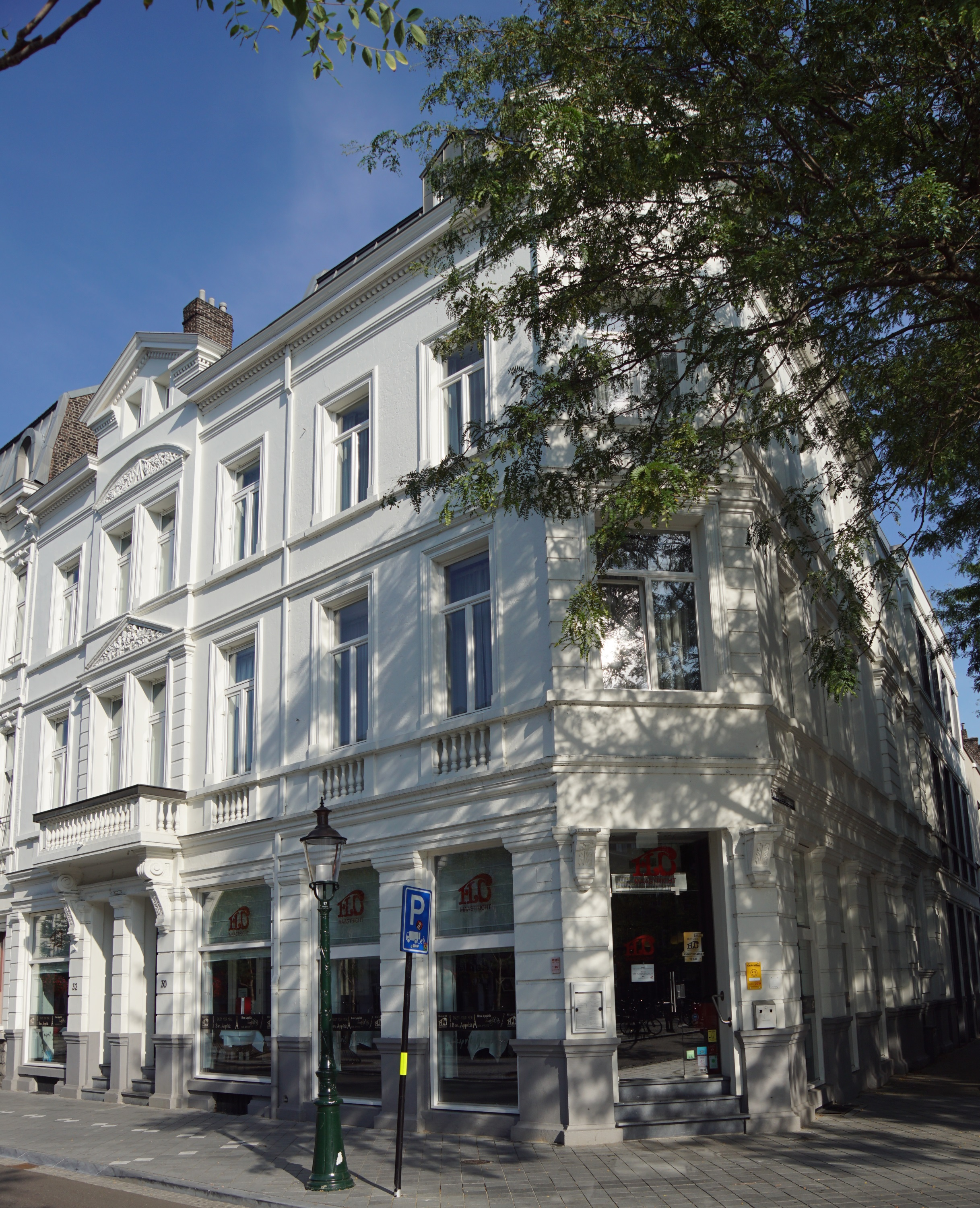
Nrs. 28 t/m 32
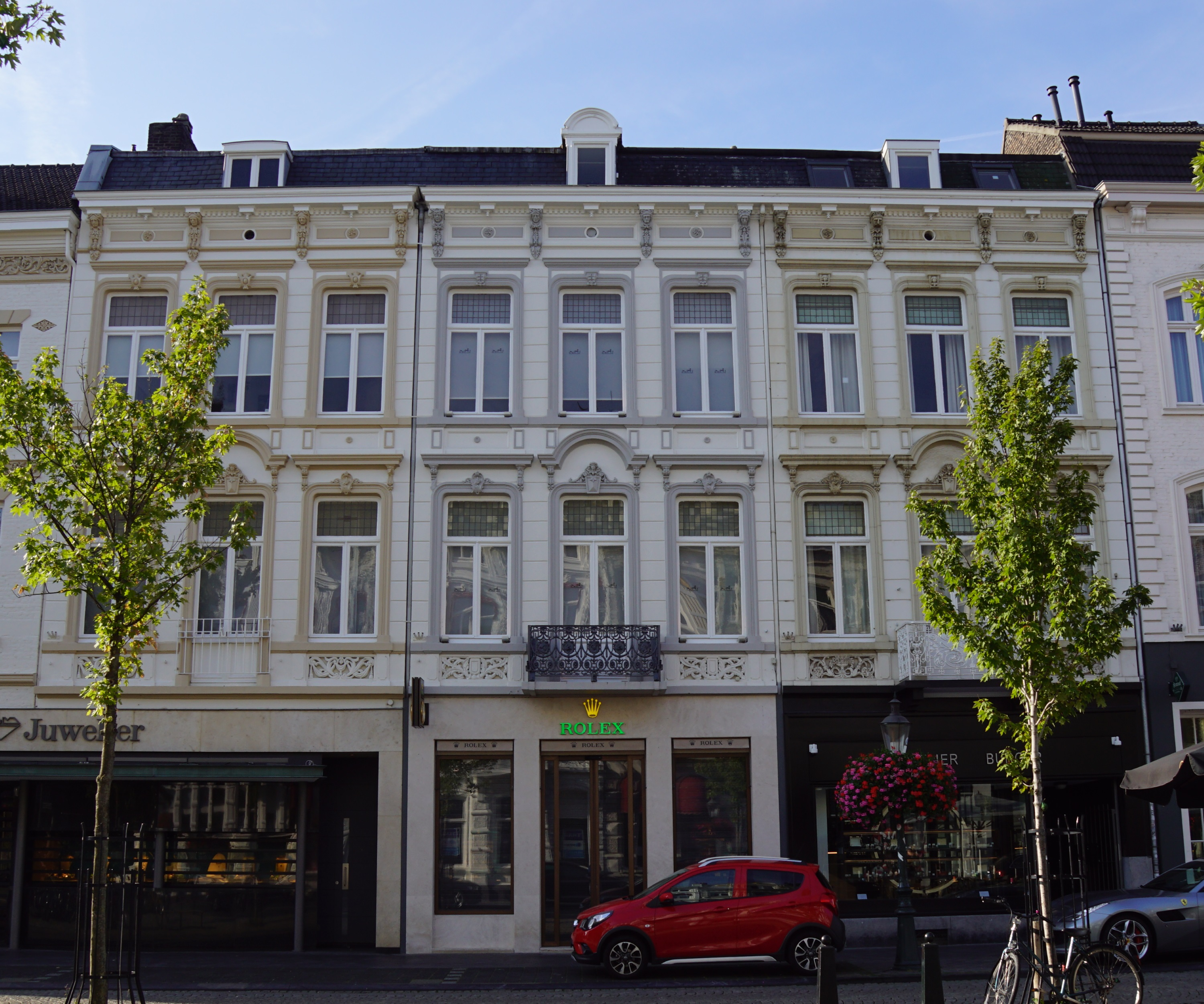
Nrs. 41 t/m 45
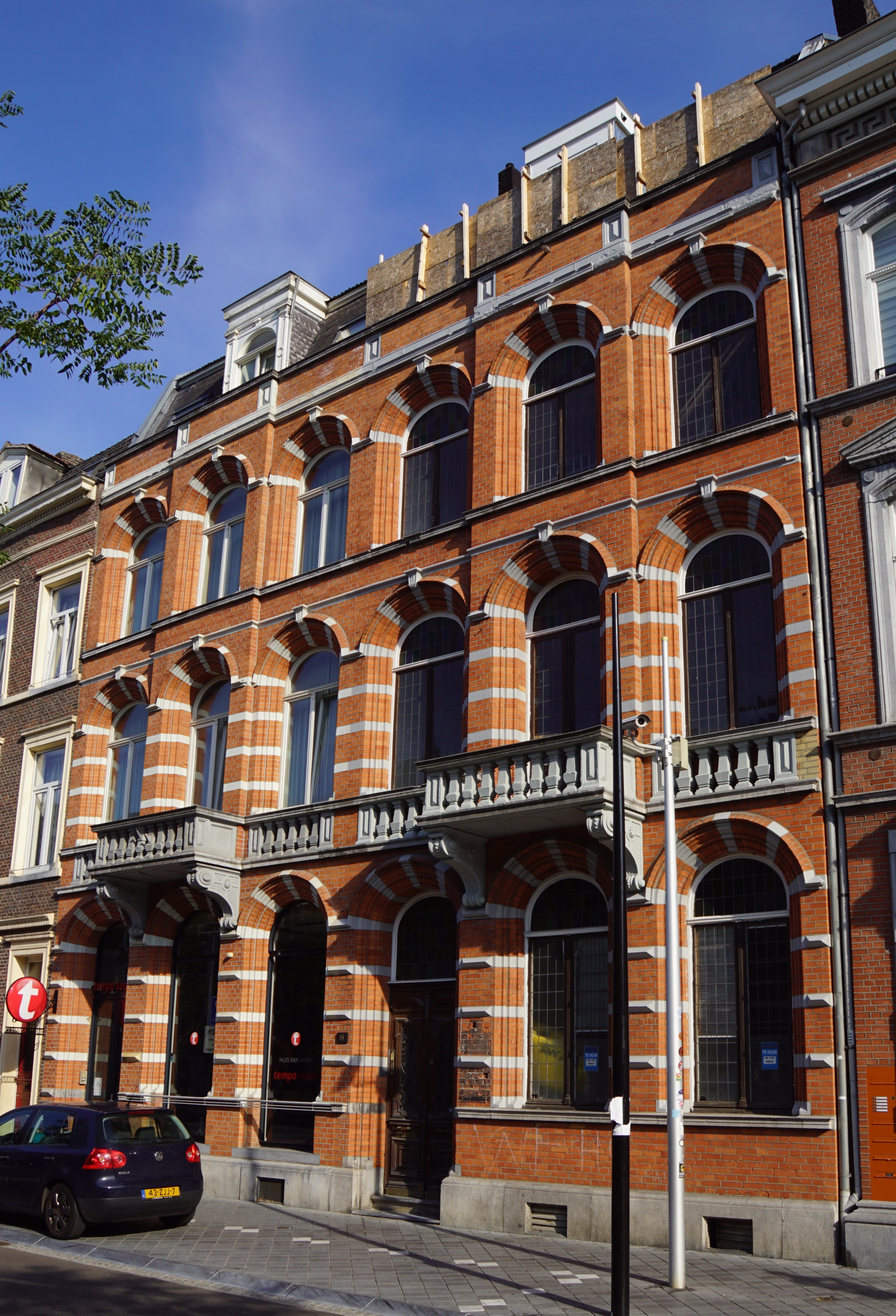
Nrs. 18 en 20
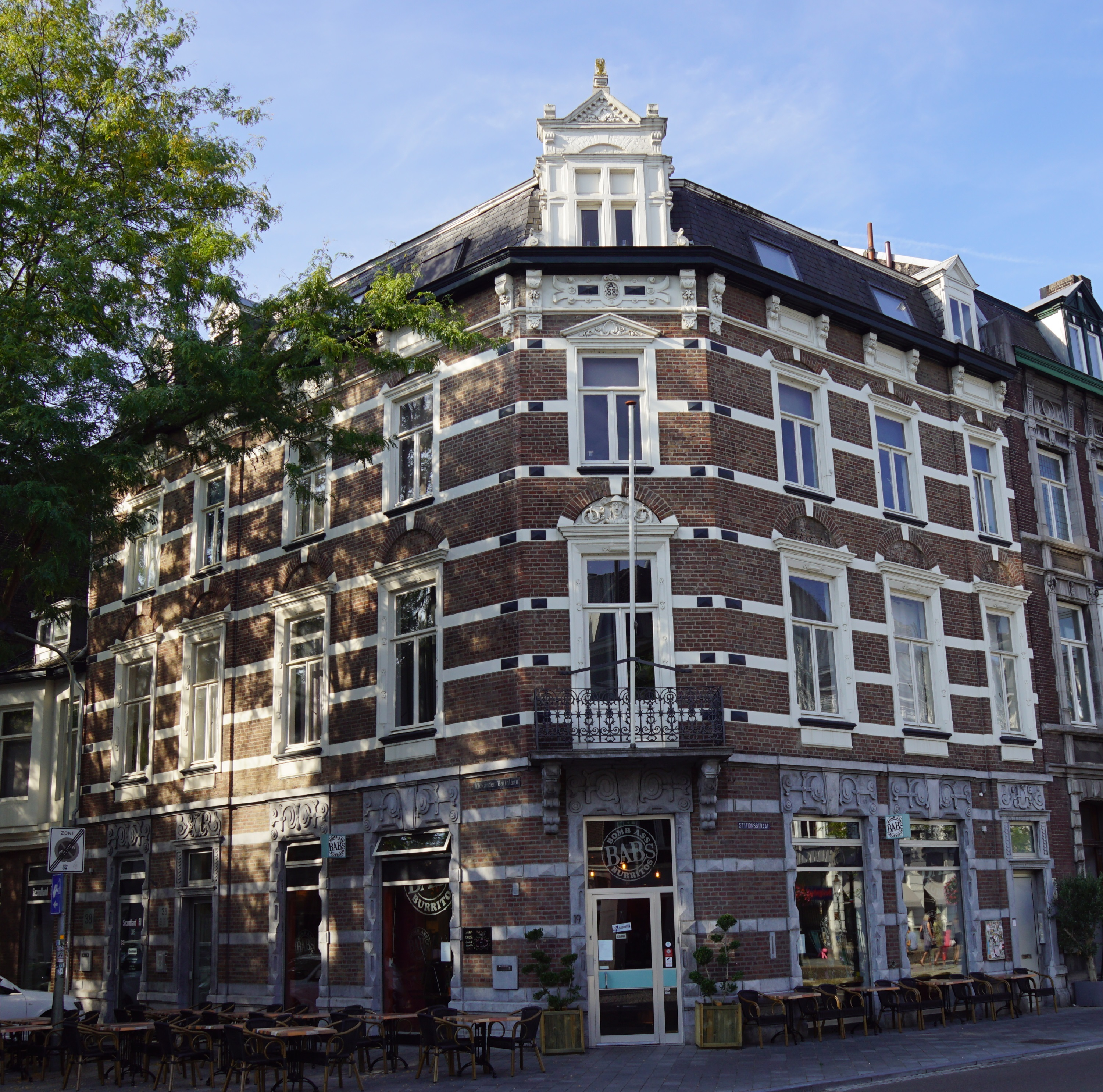
Nr. 19

### Hotels, postkantoor en politiebureau
Het hoekpand Stationsstraat-Lage Barakken (nr. 60) is omstreeks 1890 gebouwd als postkantoor annex politiebureau. Het gebouw in neorenaissancestijl is opgetrokken uit bruine baksteen en voorzien van hardstenen plinten, speklagen, venstertraceringen, frontons en consoles. De segmentbogen boven de ramen op de begane grond zijn gedecoreerd in yezeria-techniek, een vorm van sgraffito, met voorstellingen van een politieagent, het wapen van Maastricht en het wapen van Nederland (met onderschrift je maintiendrai). Opvallende elementen zijn verder de drie trapgevels, de houten erkers op de afgeschuinde hoek en de bekroning met arkeltorentjes daarboven.
Op de noordwestelijk hoek met de Wilhelminasingel ligt het voormalige hotel Willems uit 1886. Het betreft een groot, wit gestuct hoekpand van vier verdiepingen met een hardstenen plint. De afgeschuinde hoek wordt gemarkeerd door een hoog opgaand schilddakje met een oeil de boeuf en bekroond door een smeedijzeren hekje. De gevels worden verticaal geleed door middel van geblokte of  gecanneleerde pilasters. Deze gaan onder de daklijst over in consoles. Boven en onder de vensters zijn reliëfversieringen aangebracht, die per verdieping verschillen. Ook de smeedijzeren balkonhekjes zijn wit geverfd.
Het als zodanig gebouwde Grand Hotel de l'Empereur op de hoek van de Stationsstraat en de Parallelweg is een eclectisch gebouw uit 1902 met art nouveau-invloeden. Bijzonder is het gebruik van Limburgse mergel, hardsteen en groene geglazuurde bakstenen. Met zijn rijk gedecoreerde ronde erkertoren vormt het hotel voor de treinreiziger een markante entree van Wyck.
Oorspronkelijk lag op de tegenoverliggende hoek eveneens een markant gebouw, waarvan de achtkantige hoektoren werd bekroond door een uivormige koepel. Deze villa in neorenaissancestijl, kort na 1900 gebouwd voor de industrieel Frederik Regout, brandde omstreeks 1932 grotendeels af. In 1933 werd de villa in zakelijk-expressionistische stijl herbouwd als Hotel Rosier. Omstreeks 2010 is het pand door Hotel Kaboom opnieuw verbouwd. De liftschacht, die boven de gevel van gele baksteen uitsteekt, poogt het verdwenen torentje te memoreren. Van de oorspronkelijke villa bleef het rechterdeel gespaard. In de boogvelden boven de samengestelde ramen is sierstucwerk in sgraffito-techniek aangebracht, gesigneerd door C. Blum, met figuren uit de Griekse mythologie.

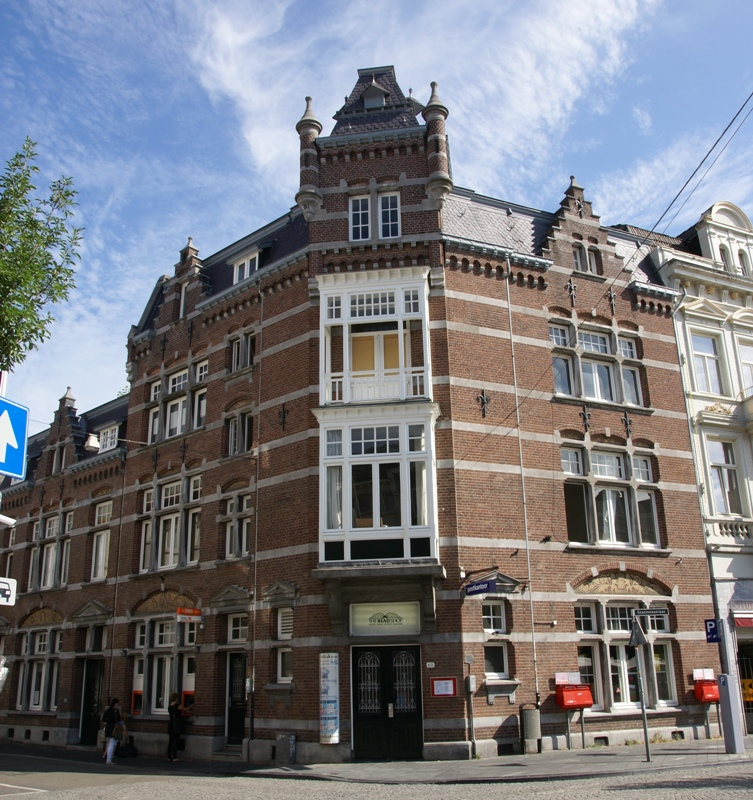
Vm. postkantoor
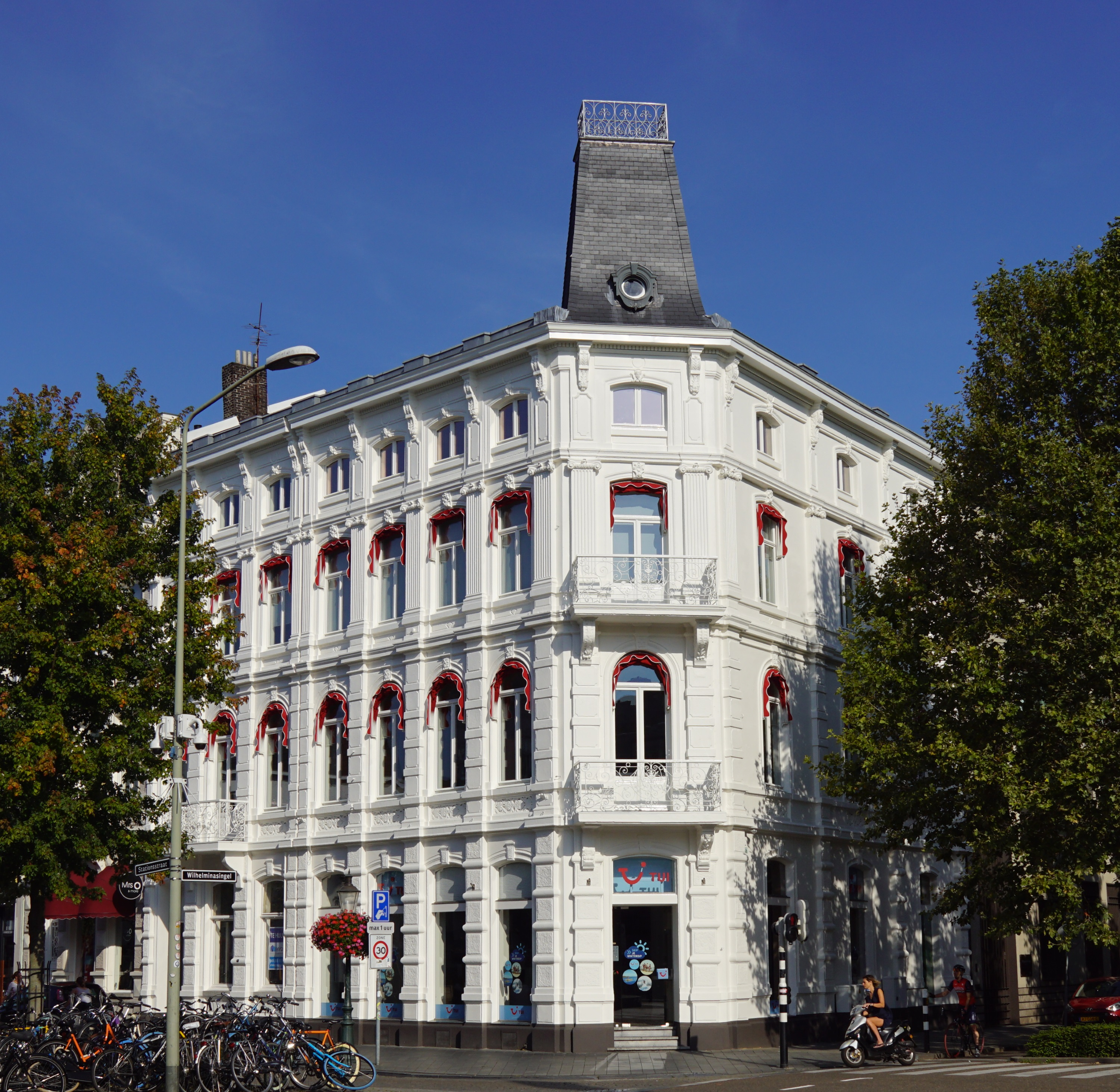
Vm. Hotel Willems
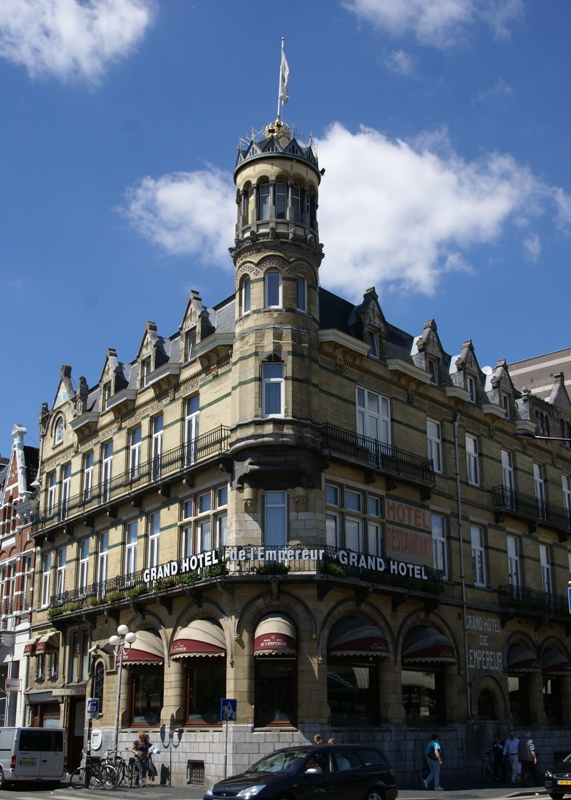
Grand Hotel de l'Empereur
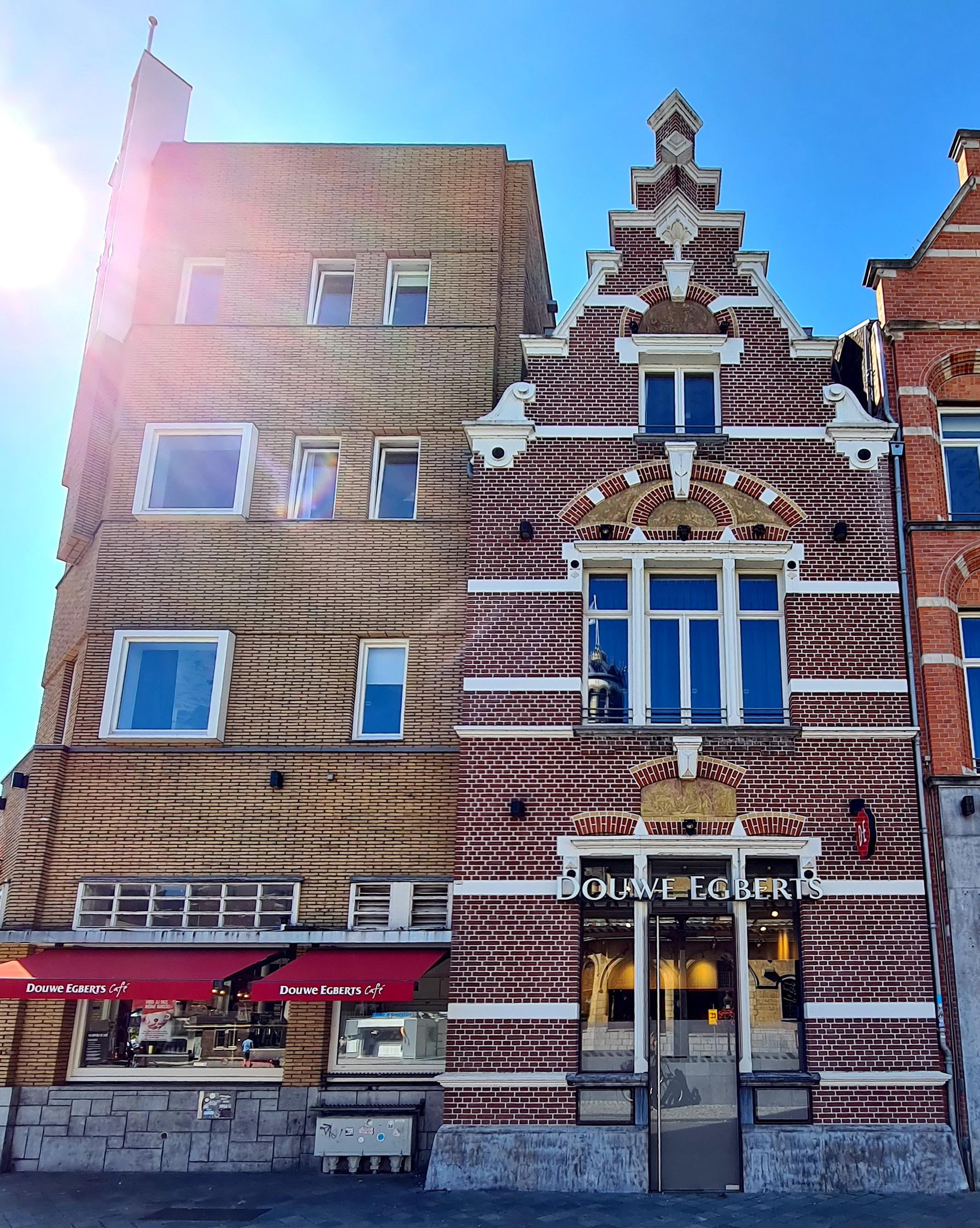
Hotel Kaboom en villarestant

### Gevelstenen, gedenktekens, monumenten, straatmeubilair
Een tweetal huizen in de Stationsstraat bezit een gevelsteen. Die van nr. 47, met de afbeelding van een posthoorn, is geplaatst onder het balkon op de afgeschuinde hoekgevel van proeflokaal De Poshoorn. De steen is waarschijnlijk achttiende-eeuws en van elders afkomstig. De moderne gevelsteen van nr. 18 dateert uit 1952 en stelt een tandarts voor.
In de stoep van het pand Stationsstraat 31 bevindt zich een struikelsteentje van de in Auschwitz vermoorde bewoner, Salomon Victor Hertzdahl (1887-1942), directeur van het kledingwinkelbedrijf Wolf & Hertzdahl, dat een vestiging had in de Grote Staat (zie Heilige Geestkapel).
Het 14 meter hoge Mariamonument op de kruising met de Wilhelminasingel is een ontwerp van Albert Termote uit 1952. Het bestaat uit een vierkant voetstuk met daarop een zuil van kalksteen, waarop een meer dan levensgroot bronzen beeld van Maria met kindje Jezus is geplaatst. Tegen het voetstuk staan beelden van vier bisschoppen van Maastricht: Servaas, Monulfus, Lambertus en Hubertus.
Op de wandelpromenade in het midden van de Stationsstraat staan sinds 2018 zitbankjes van gegalvaniseerd metaal met een opengewerkte structuur, ontworpen door Samson Urban Elements. De gietijzeren stadsklok en de paardendrinkfontein op het 'klokpleintje' zijn vroeg twintigste-eeuws. Ze vormen samen een rijksmonument. Het dubbelzijdige uurwerk uit 1905 is geplaatst op een vrijstaande zuil met cannelures en een Korinthisch kapiteel. Op de klok is de fabrikantennaam nog deels leesbaar: "[...]ngerhütte", waarschijnlijk "Eisenwerk Tangerhütte". De drinkbak voor paarden en honden, in Maastricht Wallacefontein genoemd, dateert uit 1907 en werd mogelijk op initiatief van de Bond tegen Dierenkwelling geplaatst. De drinkwaterfontein heeft de vorm van een zuil met twee drinkschalen, bekroond door een granaatappel. De hogergeplaatste drinkbak is bedoeld voor paarden en heeft een leeuwenkop als waterspuwer; de lage drinkbak is voor kleinere dieren en heeft een hondenkop als waterspuwer. De moderne bloemenkiosk is ontworpen in een enigszins aangepaste stijl.

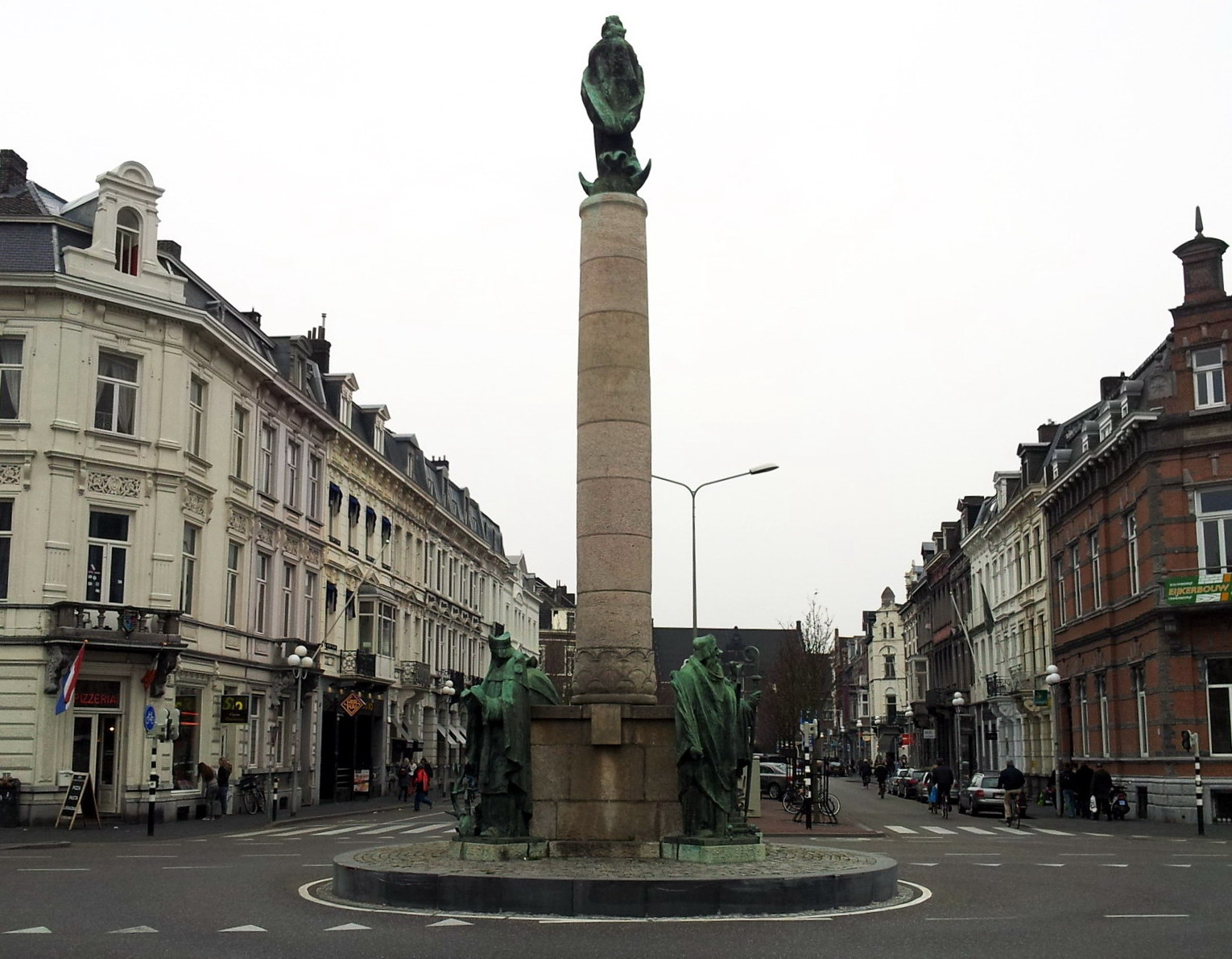
Mariamonument
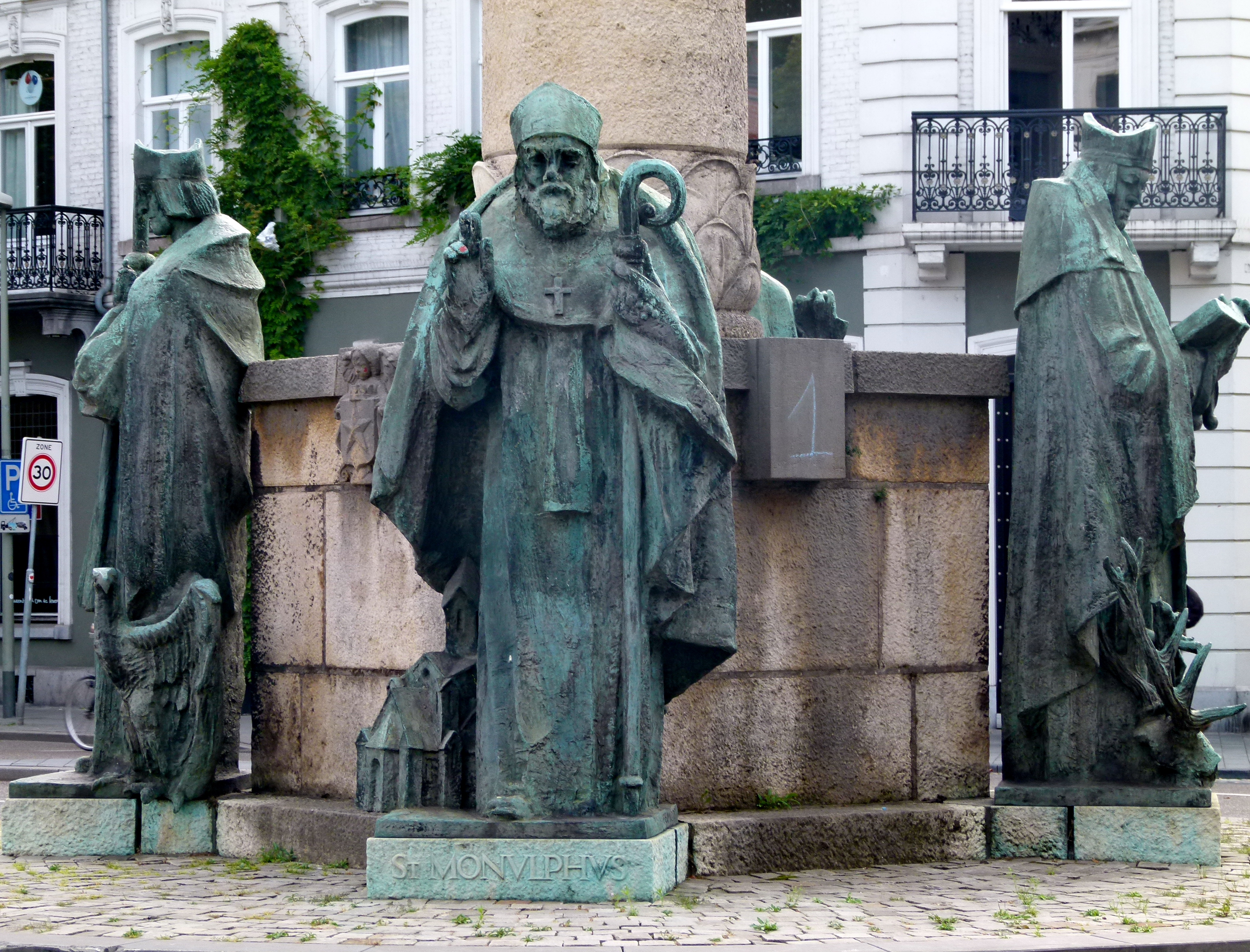
Idem, drie bisschoppen
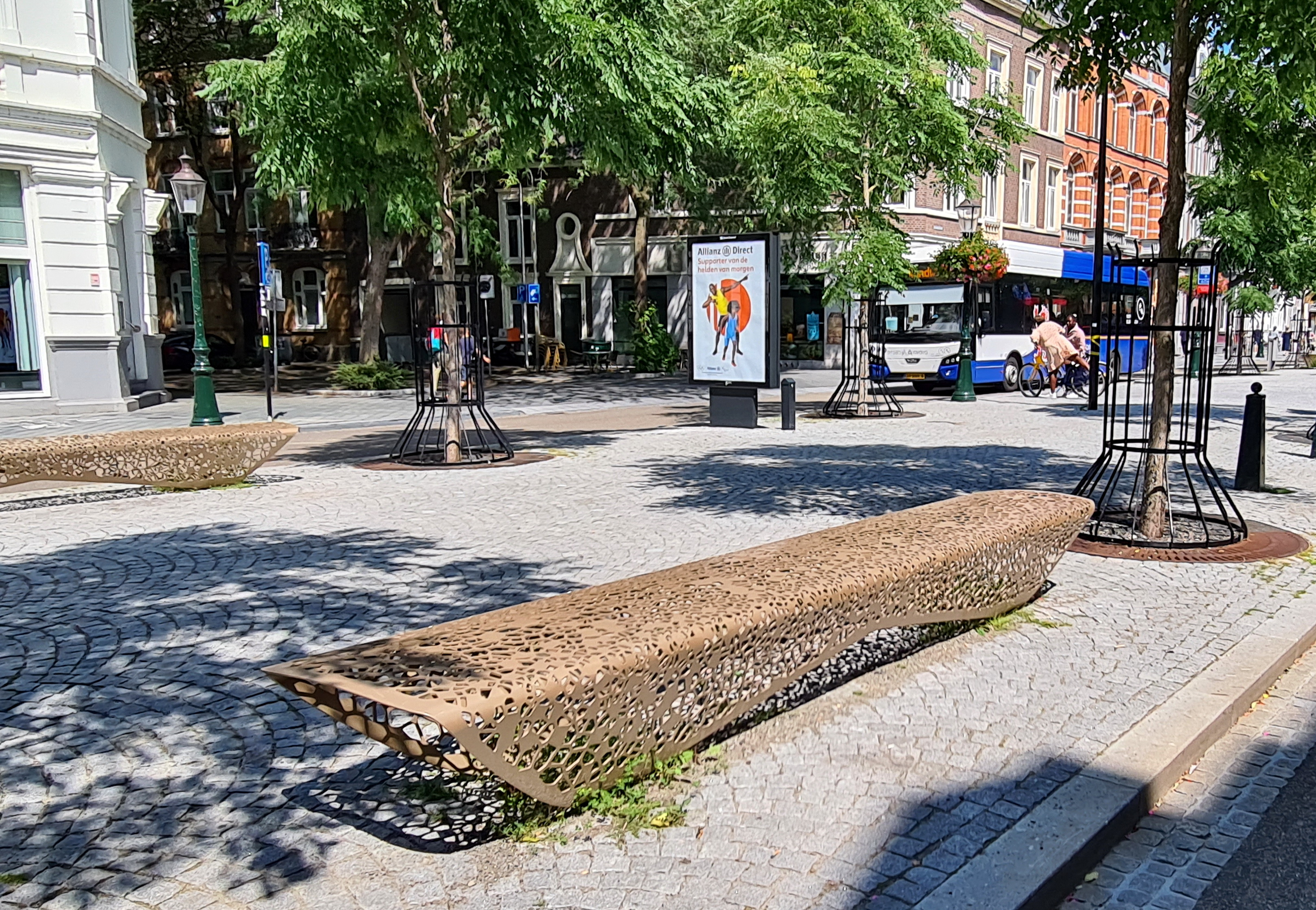
Bankjes op de promenade
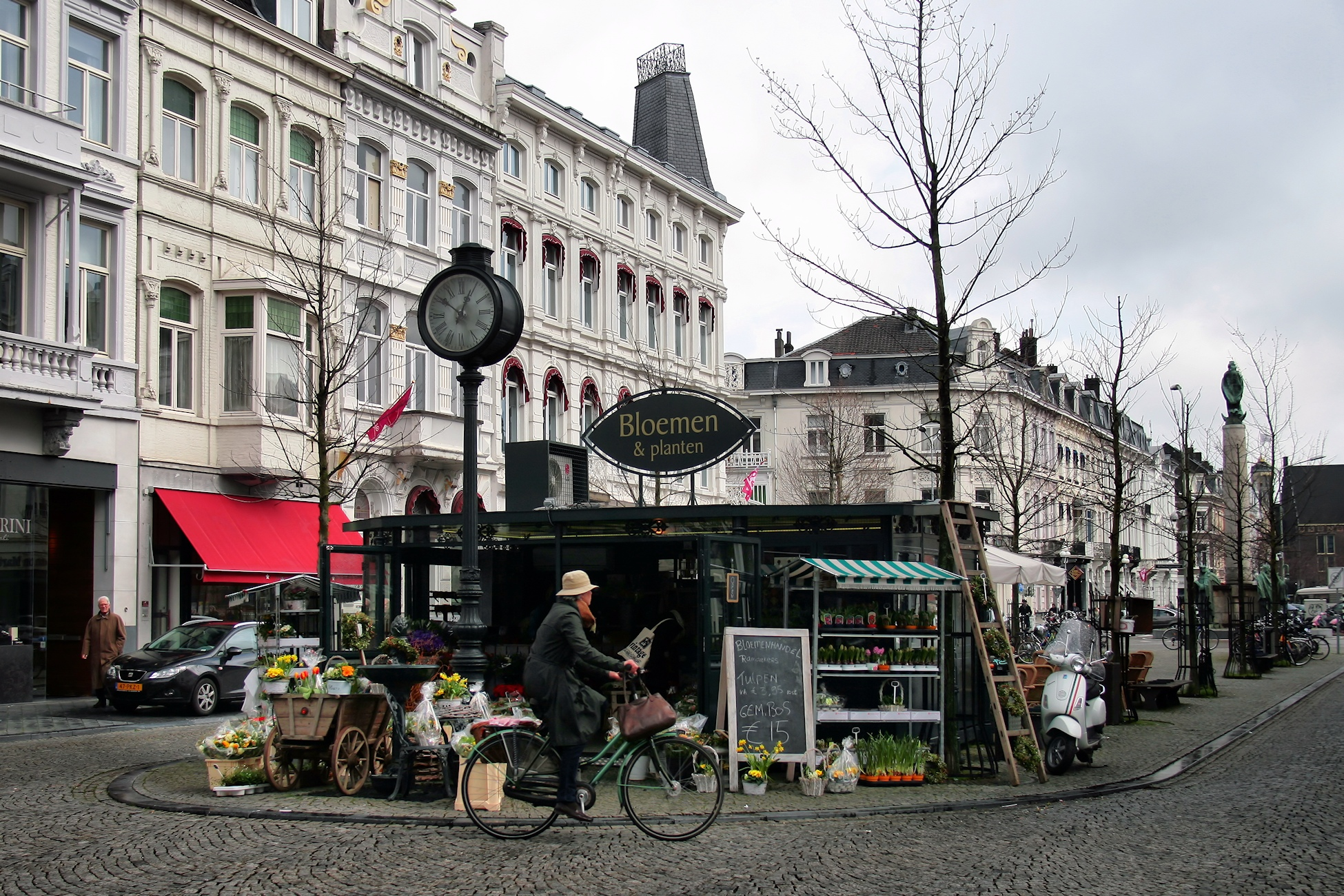
Straatmeubilair 'Klokpleintje'

## Trivia
- Een tijdelijk voetgangersverkeerslicht op het kruispunt Wilhelminasingel-Stationsstraat vertoonde in 2009 een vrouwelijk figuurtje, elders "Sofie" genoemd, in Maastricht aangeduid als "ampelwief", verwijzend naar zowel het Duitse Ampelmännchen als het Mooswief, symbool van het Maastrichtse carnaval. Na de renovatie van het kruispunt keerde het "ampelwief" niet terug.[41]
- In 2010 leek de Stationsstraat de P.C. Hooftstraat achterna te gaan, toen de Parijse modezaak Hermès zich naast juwelier Leon Martens op het 'klokpleintje' vestigde. Enkele lokale topzaken volgden. Ook Gucci en Louis Vuitton leken belangstelling te hebben. Anno 2020 is Hermès vertrokken en heeft de transformatie niet doorgezet.[42]
- In 2016 werd een elf meter hoge uitkijktoren in de Stationsstraat geplaatst, van waar men de werkzaamheden aan de fietsparkeerkelder kon volgen. De € 60.000 kostende toren bleef ruim een jaar staan.[43]